# Yohaulticetl
Yohaulticetl är en gudinna inom aztekisk mytologi. Hon månens gudinna och barnens beskyddare.